# Ульянов, Борис Михайлович
Борис Михайлович Ульянов — конструктор боеприпасов, лауреат Сталинской премии 1943 года.

## Трудовая деятельность
С 1930 года — токарь цеха № 4 завода № 67 (с 1932 НИО-67). От завода направлен на вечернее отделение Артиллерийской академии им. Дзержинского, которое окончил в 1937 году. После этого работал конструктором.
С 1938 года старший инженер-конструктор ГСКБ-47.
В 1940 году на вооружение РККА принята разработанная Ульяновым полевая мина заграждения ПМЗ-40 в герметичном металлическом корпусе цилиндрической формы с собственным специальным взрывателем МВ-3.
Один из конструкторов противопехотной мины ОЗМ-2 (в октябре 1941 года был командирован на Ленинградский фронт для инструктажа саперов).
В 1942 году Н. С. Носков, Б. М. Ульянов и П. А. Иванов разработали универсальную вышибную камеру УВК-1, управляемую по проводам. Камера позволяла использовать для создания выпрыгивающих осколочно-заградительных мин любые советские или трофейные артиллерийские снаряды и мины, что значительно расширило возможности создания управляемых минно-взрывных заграждений.
В начале 1942 года Главное инженерное управление Красной армии выдало ГСКБ-47 задание на разработку вибрационного замыкателя для минирования шоссейных и железных дорог, который должен был срабатывать, когда двигалась тяжелая техника или большие колонны пехоты. В работе участвовали Б. М. Ульянов, И. М. Матвеев, В. А. Ряполов, Г. В. Боголюбов, Г. М. Дьячков, П. А. Иванов.
После успешных испытаний вибрационный замыкатель ВЗ-1 был принят на вооружение. На его основе создана вибрационная мина ВМ-1 с часовым механизмом для минирования шоссейных и железных дорог. Она была направлена партизанам Белоруссии, Украины, Смоленска и Брянска.
Н. С. Носковым и Б. М. Ульяновым сконструирована так называемая «мина второго поезда», которая взрывалась только при втором сотрясении и тоже была предназначена для партизан.
В начале 1943 года Б. М. Ульянов был командирован в специальную школу, готовившую специалистов для проведения диверсионных операций в тылу врага, обучал курсантов обращению с созданными для этой цели боеприпасами.

## Награды
- 1943 — Сталинская премия третьей степени (совместно с Носковым Н. С.) — за изобретение новых видов инженерного вооружения[1].
- 1944 — Медаль «Партизану Отечественной войны».